# 令和2年台風第10号
令和2年台風第10号（れいわ2ねんたいふうだい10ごう、アジア名：ハイシェン / Haishen）は、2020年9月に発生し、日本に接近後に朝鮮半島に上陸した台風である。一時は「大型で非常に強い」台風となったことから過去最強クラスと言われ、特別警報の発表も予想されたが、実際に日本に接近した際には予想よりも勢力が落ちたものの、非常に強い勢力として接近した。また、特別警報の発表も結局は見送られた。

## 概要

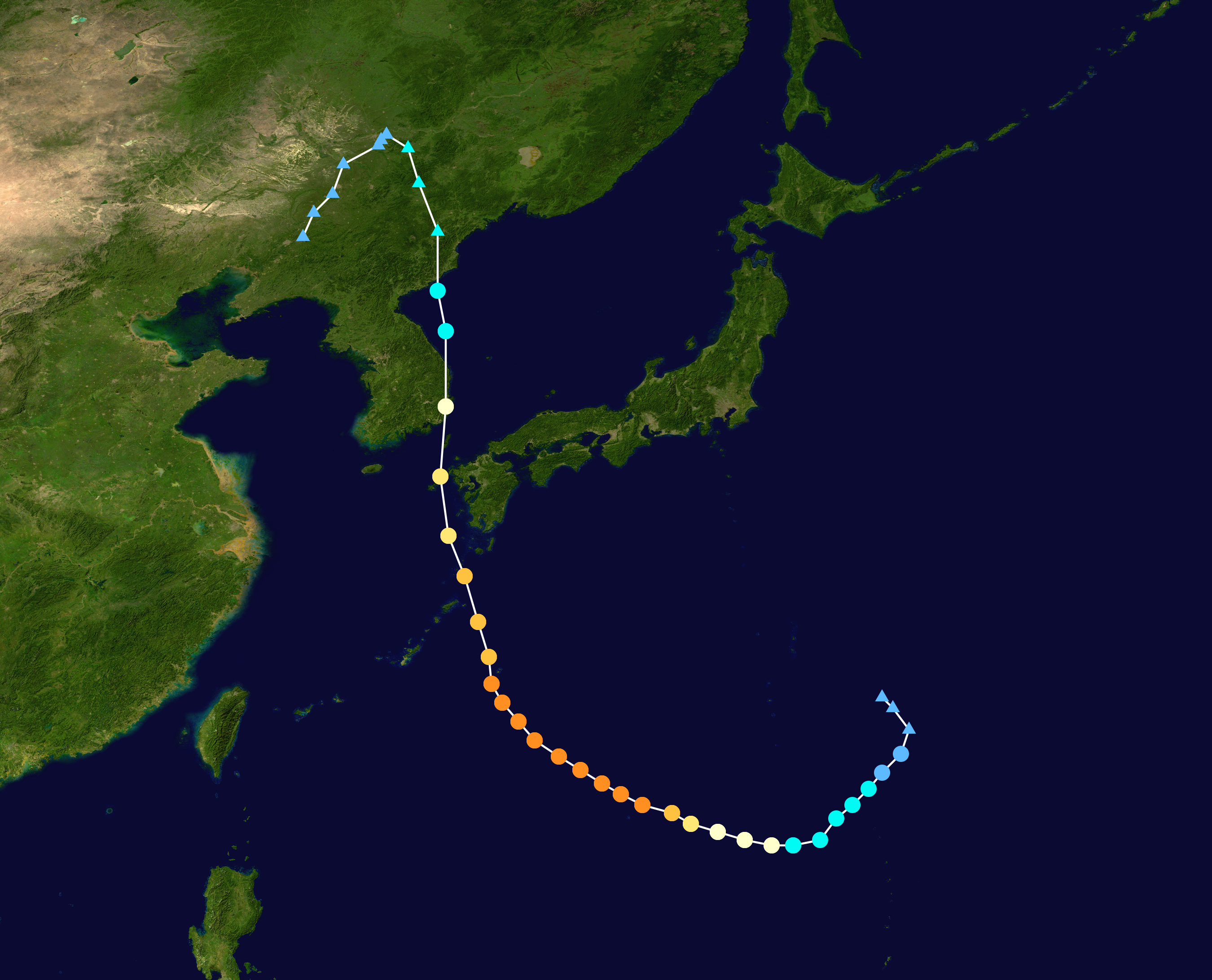
進路図

8月31日に熱帯低気圧11Wが発生。9月1日21時に小笠原近海で台風10号に発達し、アジア名「ハイシェン (Haishen) 」と命名された。その後も海水温が高い地域を通過、2日21時には暴風域が発生。さらに発達し、4日3時には非常に強い勢力へ発達した。6日から7日にかけて、沖縄県の大東島地方から奄美地方を進み、九州地方に接近。その後、北上を続けて7日午前9時頃に韓国（朝鮮半島）に上陸し、日本海を経て北朝鮮に再上陸した。8日午前3時、中国東北区で台風は温帯低気圧に変わった。
この台風は、進路にあたる地域での事前に海面水温が記録的に高い上、上空の風などの発達の条件が揃っているため、接近時の勢力は過去最強クラスで最大瞬間風速80m/sの猛烈な勢力に発達し台風の進路に近い島々では過去にないような荒天のおそれがあると予想され、警戒されたが、気象庁は9月6日、鹿児島県に発表する見通しだった特別警報を中心気圧が発表基準に達する見込みではなくなったため見送った。
9月5日の時点で、920hPaの気圧を保ったまま九州に接近していたが、6日午前に奄美諸島接近した時点で945hPaまで急速に減退。直近に同じコースを辿った台風9号の影響で海水温が下がり、動力源となる水蒸気を取り込めなくなったことや上空の気流が要因とみられる。
気象庁の事後解析では、最低気圧が910hpaに上方修正された。

## 被害

### 日本
台風の接近により、記録的な暴風で各地に被害がもたらされた。長崎県長崎市野母崎町で最大風速44.2m/s、最大瞬間風速59.4m/sとなり、南西諸島や九州を中心に猛烈な風または非常に強い風を観測し、観測史上1位の値を超えるなど、記録的な暴風となった。また、宮崎県日向沖で11.4m、鹿児島県屋久島で10.4mの高波が観測されるなど、南西諸島や九州で猛烈なしけとなった。 宮崎県神門で4日から7日までの総降水量が 599.0 ミリとなり、宮崎県の4地点で24時間降水量が400mmを超えたほか、台風の中心から離れた西日本や東日本の太平洋側で24時間降水量が200mmを超えた。この台風により、全国で3人が死亡（鹿児島県・佐賀県・宮崎県でそれぞれ1人が死亡）、宮崎県椎葉村3人が安否行方不明となったほほか、九州を中心に100人超が重軽傷を負った。台風が接近した九州などでは、大規模な停電が発生。一時は九州全域で約48万戸が停電した。停電の影響で、鹿児島県では養鶏場で換気用のファンが停止し、飼育されていたニワトリが約3万羽死ぬなど、畜産の被害が相次いだ。
| 人的被害（人） | 人的被害（人） | 住家被害（棟） | 住家被害（棟） |
| -------------- | -------------- | -------------- | -------------- |
| 死者           | 3              | 全壊           | 7              |
| 重傷者         | 20             | 半壊           | 40             |
| 軽傷者         | 90             | 一部破損       | 1637           |
| 行方不明       | 3              | 一部破損       | 1637           |
|                |                | 床上浸水       | 31             |
| 床下浸水       | 236            |                |                |

### 韓国
この台風は韓国でも猛威を振るい、各地に浸水や停電などの被害を出した。原発の発電機2基が停止した。
なお、韓国にはこの台風の襲来前にも、台風8号が接近し（北朝鮮西部に上陸）、台風9号が上陸して被害をもたらしており、わずか10日の間に3つの台風が連続で韓国を直撃したのは極めて異例のことであった。一連の台風の接近は農作物にも影響をもたらし、同年10月にかけてトマトの価格が2倍以上に高騰。ハンバーガーチェーン店からトマトを使ったメニューが消える出来事もあった。

## 記録
最大瞬間風速（6日〜7日10時まで）
- 1位：野母崎（長崎県）で59.4 m/s

- 2位：南大東島（沖縄県）で50.7 m/s

- 3位：鰐浦（長崎県）で48.9 m/s

24時間雨量（6日〜7日6時までの最大値）
- 1位：神門（宮崎県）で522.5 mm

- 2位：えびの（宮崎県）で477.5 mm

- 3位：椎葉（宮崎県）で439.0 mm

## 政府・行政の対応
- 9月4日、内閣総理大臣・安倍晋三は、内閣総理大臣官邸で台風第10号に関する関係閣僚会議を開いた[23]。
- 9月6日、安倍は、内閣総理大臣官邸において、第2回台風第10号に関する関係閣僚会議を開いた[24][25]。